# Selma & Johanna – en roadmovie
Selma & Johanna – en roadmovie är en svensk dramafilm från 1997 i regi av Ingela Magner.

## Handling
Två 10-åriga flickor, Selma och Johanna, bestämmer sig för att rymma från sina hem i Stockholm till Europadomstolen i Strasbourg för att anmäla Johannas lärarinna som vill låta henne gå om en klass. Flickornas föräldrar vet inte om deras döttrar har kidnappats eller rymt och kopplar därför in polisen. Polismannen Kjellman skickas iväg för att leta och accepterar motvilligt sällskap av Johannas far.

## Rollista
- Kjell Bergqvist – Kjellman
- Jakob Eklund – Göran
- Grete Havnesköld – Selma
- Jan Mybrand – Per
- Anna Sjögren – Johanna
- Johan Widerberg – Conny
- Harriet Andersson	– Karin
- Lis Nilheim – Brita
- Odile Nunes – Johannas mamma
- Martina Haag – Selmas mamma
- Fredrik Ultvedt – Selmas pappa
- Barbro Hiort af Ornäs – farmor
- Anna-Lena Hemström – fröken
- Lars Göran Lakke Magnusson – rektorn
- Robert Sjöblom – biljettförsäljaren
- Fredrik Ohlsson – möbelchefen
- Donald Högberg – korvgubben
- Julie Bernby – damen
- Agneta Attling – receptionisten
- Thomas Sidenbladh – affärsmannen
- Gisela Ekestubbe – tågresenären
- Sara Denward – kafétjejen
- Tord Andersén – gubben med korset
- Rikard Beckman – chauffören
- Hasse Zetterquist – raggaren
- Monica Zetterquist – raggarbruden
- Wilhelm Hedström – raggarungen
- Leif Gåije – biltransportchauffören
- Magnus Thure Nilsson – föreståndaren
- Leanne Jennings – lastbilschauffören
- Henrik Larsson – Henke Larsson